# Liste von Rebsorten/U
Legende, Erläuterungen und Quellen: Siehe Hauptartikel!
Hinweise zu Änderungen bzw. Ergänzungen siehe Diskussion.
| Rebsorte - wichtige Synonyme                                                                 | VIVC | Bild | Verw.   | H.  | Spe.  | Abstammung                    | Zü.J. | ha 2016 | Anbauländer |
| -------------------------------------------------------------------------------------------- | ---- | ---- | ------- | --- | ----- | ----------------------------- | ----- | ------- | ----------- |
| Ucelut                                                                                       |      |      | WWT     | ITA | V.Vi. |                               |       | 10      | Italien     |
| Unirea                                                                                       |      |      | WWT     | ROU | V.Vi. | Crimposie × Muscat Ottonel    |       | 1       | Rumänien    |
| Urreti                                                                                       |      |      | WWT     | HUN | V.Vi. | Harslevelue × Sauvignon       | 1916  | 0       | Ungarn      |
| USAkhelouri                                                                                  |      |      | RWT     | GEO |       |                               |       | 10      | Georgien    |
| Uva Cao                                                                                      |      |      | WWT     | PRT | V.Vi. |                               |       | 0       | Portugal    |
| Uva del Fantini                                                                              |      |      | RWT     |     | V.Vi. |                               |       | 0       | Italien     |
| Uva del Tunde                                                                                |      |      | RWT     |     | V.Vi. |                               |       | 2       | Italien     |
| Uva di Troia - Nero di Troia, Uva Della Marina, Uva di Barletta, Uva di Canosa, Uva di Troja |      |      | RWT     | ITA | V.Vi. | Bombino Bianco × Quagliano    |       | 2.512   | Italien     |
| Uva Longanesi                                                                                |      |      | RWT     | ITA | V.Vi. |                               |       | 539     | Italien     |
| Uva Rara - Balsamea, Balsamina, Balsamina Nera, Bonarda                                      |      |      | RWT, TT | ITA | V.Vi. |                               |       | 197     | Italien     |
| Uva Tosca                                                                                    |      |      | RWT     | ITA | V.Vi. | Crepallocchi × Schiava Grossa |       | 29      | Italien     |
| Uvalino                                                                                      |      |      | RWT     | ITA | V.Vi. |                               |       | 1       | Italien     |